# Estanyol Occidental de Canalbona
|  | No s'ha de confondre amb Estanh de Canalbòna. |

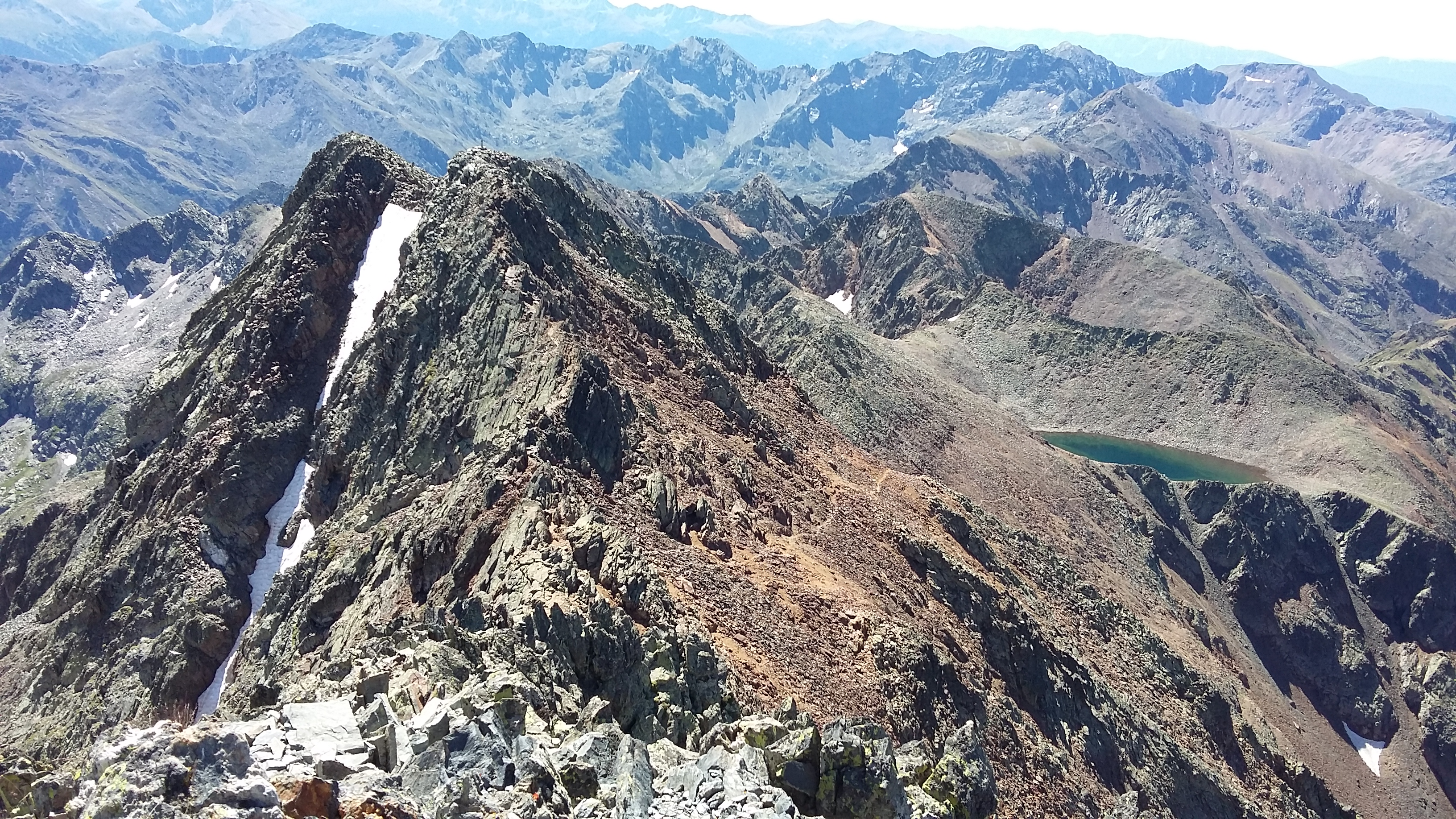
Vista cap a l'oest des del cim de la Pica d'Estats. En primer terme la Punta Gabarró i a la dreta l'estanyol occidental de Canalabona. Massís del Montcalm. Alins, Pallars Sobirà.

L'Estanyol Occidental de Canalbona és un estany del terme municipal d'Alins, a la comarca del Pallars Sobirà. És un petit estany, a 2.880 m d'altitud, format per un circ glacial. És sota el Collet Fals i el Port Franc, entre el pic de Canalbona i el Rodó de Canalbona, al massís del Montcalm. Hidrològicament drena cap al vessant sud dels Pirineus per l'Estany d'Estats, que vessa pel barranc de Sotllo i forma part de la conca de la Noguera de Vallferrera.